# .kh
.kh je vrhovna internetska domena (country code top-level domain - ccTLD) za Kambodžu. Domenom upravlja Ministarstvo pošte i telekomunikacija Kambodže.

## Vanjske poveznice
- IANA .kh whois informacija  Arhivirana inačica izvorne stranice od 4. srpnja 2008. (Wayback Machine)